# Morvilliers (Aube)
Morvilliers település Franciaországban, Aube megyében. Lakosainak száma 270 fő (2022. január 1.). Morvilliers Brienne-la-Vieille, La Chaise, Chaumesnil, Crespy-le-Neuf, Épothémont és Soulaines-Dhuys községekkel határos.

## Népesség
A település népességének változása:
| Lakosok száma | 320  | 251  | 247  | 252  | 310  | 309  | 300  | 283  | 277  | 270  |
|               | 1968 | 1982 | 1990 | 2006 | 2013 | 2015 | 2017 | 2019 | 2020 | 2022 |